# Педостранґалія пухнаста
Педостранґа́лія пухна́ста (лат. Pedostrangalia (Etorufus) pubescens Fabricius, 1787 = Etorufus pubescens (Fabricius) Sama, 2002 = Leptura atra Panzer, 1798 nec Scopolii, 1772 = Leptura hollandica nigra Voet, 1804-6 = Leptura nigra DeGeer, 1775 nec Linnaeus, 1758 = Leptura obscura Thunberg, 1787 = Sphenalia pubescens (Fabricius) Daniel, 1904 = Strangalia pubescens (Fabricius) Mulsant, 1863 = Leptura pubescens Fabricius, 1787) вид жуків з родини Вусачів.

## Поширення
Хорологічно P. pubescens є європейським видом у складі європейського зоогеографічного комплексу. Ареал охоплює всю Європу, окрім Скандинавії, а також більшу частину Малої Азії. В Карпатському Єврорегіоні є дуже рідкісним видом і потребує ретельної охорони.

## Екологія
P. pubescens прив’язаний до соснових лісів. Личинки розвиваються в деревині сосни. Трапляється переважно в передгір’ях у місцях насаджень сосни звичайної (Pinus sylvestris L.). Дорослі комахи відвідують квіти.

## Морфологія

### Імаго
E. pubescens належить до видів середніх розмірів, довжина його тіла становить 12-18 мм. Загальне забарвлення тіла – чорне. Тільки щелепні щупальця, гомілки та надкрила жовто-бурого кольору. Іноді трапляються чорні особини.

## Життєвий цикл
Життєвий цикл триває 2 роки.